# Massimo Troiano
Massimo Troiano   (Nàpols, segle XVI - Baviera, 1570 (Gregorià)) va ser un compositor, poeta italià del Renaixement i un breu però viu cronista de la vida a la cort del governant de Baviera , el duc Albert V de Baviera a finals de la dècada de 1560, l'únic període en què es coneix Troiano. a la història.

## Biografia
No se sap res dels primers anys de Troiano, excepte que va venir de la zona de Nàpols, ja que en les col·leccions de les seves cançons s'autoanomena "Massimo Troiano di Corduba da Napoli". Corduba no es refereix a la ciutat espanyola, sinó a una relació amb Gonzalo de Córdova, duc de Sessa, un petit ducat prop de l'aleshores Nàpols espanyola.
Només consta la seva obra des de 1567 fins a 1570, encara que de vegades és molt detallada. El 1567 va publicar una col·lecció de canzoni, cançons profanes amb textos propis, a Treviso. A principis de 1568 va estar al servei del duc de Baviera Albert V a Munic, on va treballar com a cantant a l'orquestra de la cort amb Orlando di Lasso. Es va traslladar entre Munic i Venècia almenys dues vegades, amb una estada més llarga a Venècia el 1569, on va esperar diners i un nou nomenament del duc de Baviera. Es remunta a Munic fins a la Pasqua de 1570, quan ell i un altre cantant de l'orquestra de la cort van matar un col·lega, el genovès Johann Baptista Romano, i després van fugir de Baviera. Encara que el duc el va buscar, especialment a les corts italianes, no se sap res de la seva vida posterior.
El 1571, un Giovanni Troiano va aparèixer a Roma, només uns mesos després de la desaparició de Massimo de Munic. Tanmateix, no hi ha evidència d'una relació entre Giovanni i Massimo, a part que tots dos eren compositors de música vocal profana. Giovanni va morir el 1622.

## Treballs
Massimo Troiano va publicar quatre llibres de cançons profanes en tres col·leccions, 1567, 1568 i 1570. No obstant això, és conegut sobretot pels seus Dialoghi, una descripció viva i acolorida de la vida a la cort bavaresa i, sobretot, per les famoses noces reials del El príncep hereditari Guillem i Renata de Lorena. Els Dialoghi de Troiano es van imprimir a Munic el 1568, van aparèixer a Venècia el 1569 i poc després en una traducció al castellà. El llibre ofereix la descripció més viva de les produccions musicals d'Orlando di Lasso.
"Els cantants [serven] cada matí a la santa missa, a les vespres dels dissabtes i a les vetlles abans de les festes majors de l'església. Els instruments de vent es toquen els diumenges, i els dies de festa a la missa i a les vespres juntament amb els cantants."
Troiano també descriu amb un detall inusual com es celebrava la missa i quines parts es cantaven polifònicament. Aquesta és una informació valuosa per reconstruir la música del Renaixement. També tenim una descripció de l'actuació de la màxima composició polifònica del Renaixement, la Missa sopra Ecco sì beata giorno de 40 i 60 veus d'Alessandro Striggio, de 1567 de Troiano.
La pròpia música de Troiano pertany a l'estil napolità lleuger de canzon villanesca alla napolitana. Aquestes cançons sovint es diuen simplement canzonettes, composicions vocals de tres parts semblants als madrigals però de naturalesa més lleugera. Tots els seus llibres es van publicar a Venècia, la qual cosa fa comprensible que les seves obres continguin elements tant napolitans com venecians. Probablement va escriure la majoria dels seus textos ell mateix, i en alguns parla amb nostàlgia de la seva Nàpols natal.

## Escrits (selecció)
- Discorsi delli trionfi, giostre, apparatie delle cose più notabili fatte nelle sontuose nozze del […] Duca Guglielmo […] Discursos dels triomfs, justes i exhibicions de les coses més notables fetes en les sumptuoses noces del […] duc Guillem […]. Munic 1568 Digitalisat.
- Dialoghi, ne’ quali si narrano le cose piu notabili fatte nelle nozze […] di principe Guglielmo Diàlegs, en què es narren les coses més notables fetes en el casament […] del príncep Guillem V. Divendres 1569 Digitalisat.